# Jacob Gade
Jacob Thune Hansen Gade  (29 tháng 11 năm 1879 – 21 tháng 2 năm 1963) là một nghệ sĩ vĩ cầm, nhạc trưởng và nhà soạn nhạc người Đan Mạch. Ông chủ yếu sáng tác nhạc phổ thông dành cho dàn nhạc.
Ngày nay ông được nhớ đến qua một bản nhạc tango nổi tiếng có nhan đề "Jalousie: Tango Tsigane" (hay "Tango Jalousie", "Jalousie") - được chơi lần đầu tiên vào ngày 14 tháng 9 năm 1925. Bản nhạc này được ông viết cho một bộ phim câm khi ông còn đang là nhạc trưởng dàn nhạc của rạp chiếu phim Palads ở Copenhagen. Đến khi phim có lời thoại ra đời thì "Tango Jalousie" được sử dụng trong hơn 100 phim. Có thể kể ra đây một số phim từ xưa đến nay có dùng nhạc phẩm này là: Don Q, Son of Zorro (1925), Anchors Aweigh (1945), Painting the Clouds with Sunshine (1951), Silent Movie (1976), Death on the Nile (1978), Brusten Himmel (phim Thụy Điển; 1982) và The Man Who Cried (2000). Tiền tác quyền thu từ "Tango Jalousie" cho phép Gade dành trọn phần đời còn lại để sáng tác nhạc toàn thời gian. Arthur Fiedler thu âm bản nhạc cùng dàn nhạc Boston Pops, càng làm tiếng tăm của bản nhạc lan rộng thêm. Theo thống kê được công bố năm 1998, mỗi năm khoản tiền tác quyền trên một triệu krone Đan Mạch thu được từ bản nhạc này được chuyển vào Quỹ Jacob Gade để trao giải thưởng và hỗ trợ các nhạc sĩ trẻ.
Trong một cuộc phỏng vấn được thực hiện hai năm trước khi qua đời, Fiedler nhắc lại rằng đích thân Gade đã đến Boston, Mỹ để cảm ơn Fiedler vì đã thu âm nhạc của Gade. Fiedler cũng kể thêm, Gade còn ông xem một bản tổng phổ dành cho giao hưởng mà sau này ông nhận định là "một trong những tác phẩm âm nhạc tệ hại nhất" mà ông từng xem.